# Maridi
Maridi är en ort i Sydsudan, huvudort i länet med samma namn. Den ligger i delstaten Western Equatoria, i den södra delen av landet, 230 kilometer väster om huvudstaden Juba.